# Phi vụ tống tiền
Phi vụ tống tiền (tên gốc tiếng Anh: Arsenal) là phim điện ảnh hành động hồi hộp năm của Mỹ năm 2017 do Steven C. Miller đạo diễn và Jason Mosberg biên kịch. Phim có sự tham gia của Nicolas Cage, John Cusack, Adrian Grenier, Johnathon Schaech, Christopher Coppola và Lydia Hull. Phim được hãng Lionsgate Premiere công chiếu tại Mỹ vào ngày 6 tháng 1 năm 2017, và tại Việt Nam, phim được ra mắt ngày 13 tháng 1 năm 2017.

## Nội dung
Sinh ra trong một thị trấn nhỏ tại ngoại ô Mississippi, Mikey và JP lớn lên trong sự thiếu vắng vòng tay yêu thương của cha mẹ và phải chịu sự ghẻ lạnh của những người bảo hộ. Để bảo vệ em trai, ngay từ khi còn nhỏ tuổi Mikey đã ý thức việc phải bảo vệ em trai bằng mọi giá, từ việc nấu ăn, tắm giặt, động viên em chơi thể thao cho đến viêc kéo JP rời xa những cạm bẫy lừa lọc lúc đầu đời.

## Diễn viên
- Nicolas Cage vai Eddie King
- John Cusack vai Sal
- Adrian Grenier vai JP
- Johnathon Schaech vai Mikey
- Christopher Coppola vai Buddy King
- Lydia Hull vai Lizzie
- Heather Johansen vai Kristy
- Carrie Jo Hubrich vai Chelsea
- William Mark McCullough vai Luca
- Abbie Gayle vai Alexis
- Tyler Jon Olson vai Gus
- Tamara Belous vai Janet
- Christopher Rob Bowen vai Rob
- Vivian Benitez vai Lisa
- Megan Leonard vai Vicki
- Shea Buckner vai Rusty
- Sean Paul Braud vai Mr. Kuchar
- C.J. LeBlanc vai Hoya

## Phát hành
Phim được hãng Lionsgate Premiere công chiếu tại Mỹ vào ngày 6 tháng 1 năm 2017. Tại Việt Nam, phim được ra mắt ngày 13 tháng 1 năm 2017.

## Đón nhận
Phi vụ tống tiền nhận được nhiều đánh giá tiêu cực từ giới chuyên môn. Trên hệ thống tổng hợp kết quả đánh giá Rotten Tomatoes, phim nhận được 3% lượng đồng thuận dựa theo 30 bài đánh giá, với điểm trung bình là 3,1/10. Trên trang Metacritic, phần phim đạt số điểm 25 trên 100, dựa trên 10 nhận xét, chủ yếu là những nhận xét tiêu cực.